# Alluaudomyia natalensis
Alluaudomyia natalensis är en tvåvingeart som beskrevs av Meillon 1939. Alluaudomyia natalensis ingår i släktet Alluaudomyia och familjen svidknott. Inga underarter finns listade i Catalogue of Life.